# Libertador (Carabobo)
Libertador è un comune del Venezuela situato nello stato del Carabobo.
Il capoluogo del comune è la città di Tocuyito.